# Kabinett Tillich I
Das Kabinett Tillich I bildete von 2008 bis 2009 die Staatsregierung des Freistaates Sachsen. Nachdem Ministerpräsident Georg Milbradt (CDU) am 27. Mai 2008 seinen Amtsverzicht erklärt hatte, wählte der Sächsische Landtag am Folgetag Stanislaw Tillich mit 66 von 121 abgegebenen Stimmen zu dessen Nachfolger. Auf den Kandidaten der NPD-Fraktion Johannes Müller entfielen elf Stimmen.
Tillich gehörte der Sächsischen Staatsregierung seit 1999 an und amtierte zuletzt als Staatsminister der Finanzen. Wenige Tage zuvor hatte er Georg Milbradt bereits im Vorsitz der CDU Sachsen abgelöst. Am 18. Juni 2008 stellte er die Mitglieder seiner Regierung dem Landtag vor. Die Neubesetzung des Staatsministeriums für Soziales wurde verschoben: Da die bisherige Sozialministerin Helma Orosz (CDU) aussichtsreich im zweiten Wahlgang für das Amt der Oberbürgermeisterin der Landeshauptstadt Dresden kandidierte und ihr Ausscheiden aus der Regierung absehbar war, nahm sie das Ministeramt bis auf Weiteres geschäftsführend wahr. Am 8. August 2008 wurde schließlich Christine Clauß (CDU) zur neuen Staatsministerin für Soziales ernannt.
Mit der erfolgten Regierungsbildung setzten CDU und SPD ihre nach der Landtagswahl 2004 beschlossene Koalition fort. Das Kabinett amtierte gemäß Artikel 68 Absatz 2 der Verfassung des Freistaats Sachsen ab dem Zusammentritt des 5. Sächsischen Landtags am 29. September 2009 geschäftsführend und wurde am nächsten Tag durch das neue, ebenfalls von Stanislaw Tillich gebildete „Kabinett Tillich II“ abgelöst. Die SPD schied damit aus der Regierung aus und wurde als kleinerer Koalitionspartner durch die erstarkte FDP ersetzt.

## Mitglieder der Staatsregierung
| Amt                                                                             | Name                                  | Partei | Partei    |
| ------------------------------------------------------------------------------- | ------------------------------------- | ------ | --------- |
| Ministerpräsident                                                               | Stanislaw Tillich                     |        | CDU       |
| Stellvertreter des Ministerpräsidenten                                          | Thomas Jurk                           |        | SPD       |
| Staatsminister für Wirtschaft und Arbeit                                        | Thomas Jurk                           |        | SPD       |
| Staatsminister des Innern                                                       | Albrecht Buttolo                      |        | CDU       |
| Staatsminister der Finanzen                                                     | Georg Unland                          |        | parteilos |
| Staatsminister der Justiz                                                       | Geert Mackenroth                      |        | CDU       |
| Staatsminister für Kultus                                                       | Roland Wöller                         |        | CDU       |
| Staatsministerin für Wissenschaft und Kunst                                     | Eva-Maria Stange                      |        | SPD       |
| Staatsministerin für Soziales                                                   | Christine Clauß (ab 8. August 2008) 1 |        | CDU       |
| Staatsminister für Umwelt und Landwirtschaft                                    | Frank Kupfer                          |        | CDU       |
| Chef der Staatskanzlei und Staatsminister für Bundes- und Europaangelegenheiten | Johannes Beermann                     |        | CDU       |

## Sächsische Staatsministerien und Staatssekretäre
Die Staatssekretäre sind die obersten Beamten des Freistaates Sachsen. Sie fungieren als Amtschefs der Staatsministerien und ständige Vertreter der Staatsminister.
| Staatskanzlei und Staatsministerien                         | Staatssekretär                                                                          |
| ----------------------------------------------------------- | --------------------------------------------------------------------------------------- |
| Sächsische Staatskanzlei                                    | Erhard Weimann (ab 1. Juli 2008) Bevollmächtigter für Bundes- und Europaangelegenheiten |
| Sächsisches Staatsministerium des Innern                    | Michael Wilhelm (ab 1. Oktober 2008)                                                    |
| Sächsisches Staatsministerium der Finanzen                  | Wolfgang Voß                                                                            |
| Sächsisches Staatsministerium der Justiz                    | Gabriele Hauser                                                                         |
| Sächsisches Staatsministerium für Kultus                    | Hansjörg König                                                                          |
| Sächsisches Staatsministerium für Wissenschaft und Kunst    | Knut Nevermann                                                                          |
| Sächsisches Staatsministerium für Wirtschaft und Arbeit     | Hartmut Mangold                                                                         |
| Sächsisches Staatsministerium für Soziales                  | Andrea Fischer                                                                          |
| Sächsisches Staatsministerium für Umwelt und Landwirtschaft | Jürgen Staupe                                                                           |